# مأمور کودی بنکس
مأمور کودی بنکس (انگلیسی: Agent Cody Banks) فیلمی در ژانر کمدی رمانتیک، جاسوسی و اکشن به کارگردانی هارالد زوارت است که در سال ۲۰۰۳ منتشر شد.

## حلاصه فیلم
یک مأمور دولتی «کودی بنکس» را آموزش می‌دهد تا به مأموریتی مخفی که فقط از عهده یک نوجوان برمی‌آید برود…